# 7796 Járacimrman
Jaracimrman (asteróide 7796) é um asteróide da cintura principal com um diâmetro de 12,54 quilómetros, a 2,2809271 UA. Possui uma excentricidade de 0,1438088 e um período orbital de 1 588,21 dias (4,35 anos).
Jaracimrman tem uma velocidade orbital média de 18,24830036 km/s e uma inclinação de 12,8063º.
Este asteróide foi descoberto em 16 de Janeiro de 1996 por Zdeněk Moravec.